# Château de la Sorinière
Le château de la Sorinière est un château situé à Chemillé-en-Anjou (Maine-et-Loire).

## Localisation
Le château est situé à environ 2,1 km à l'est de Chemillé.

## Description
Parmi ses derniers trésors, Chemillé conserve encore des ruines de la collégiale Saint-Léonard qui a été incendiée en 1794 par les colonnes infernales ayant ravagé la Vendée militaire. La Sorinière garde aussi encore debout un château des plus anciens qui conserve notamment une grosse tour, les douves, le pont-levis et sa herse médiévale.
Depuis 1921, la chapelle du château de la Sorinière est classée au titre des monuments historiques pour ses peintures murales. Ce monument, construit au XVIe siècle par la famille du Verdier, renferme en son intérieur des peintures à la détrempe qui figurent parmi les œuvres les plus artistiques que le XVIe siècle a pu léguer à l'Anjou : la Nativité, l'Adoration des Mages, Saint Christophe,.

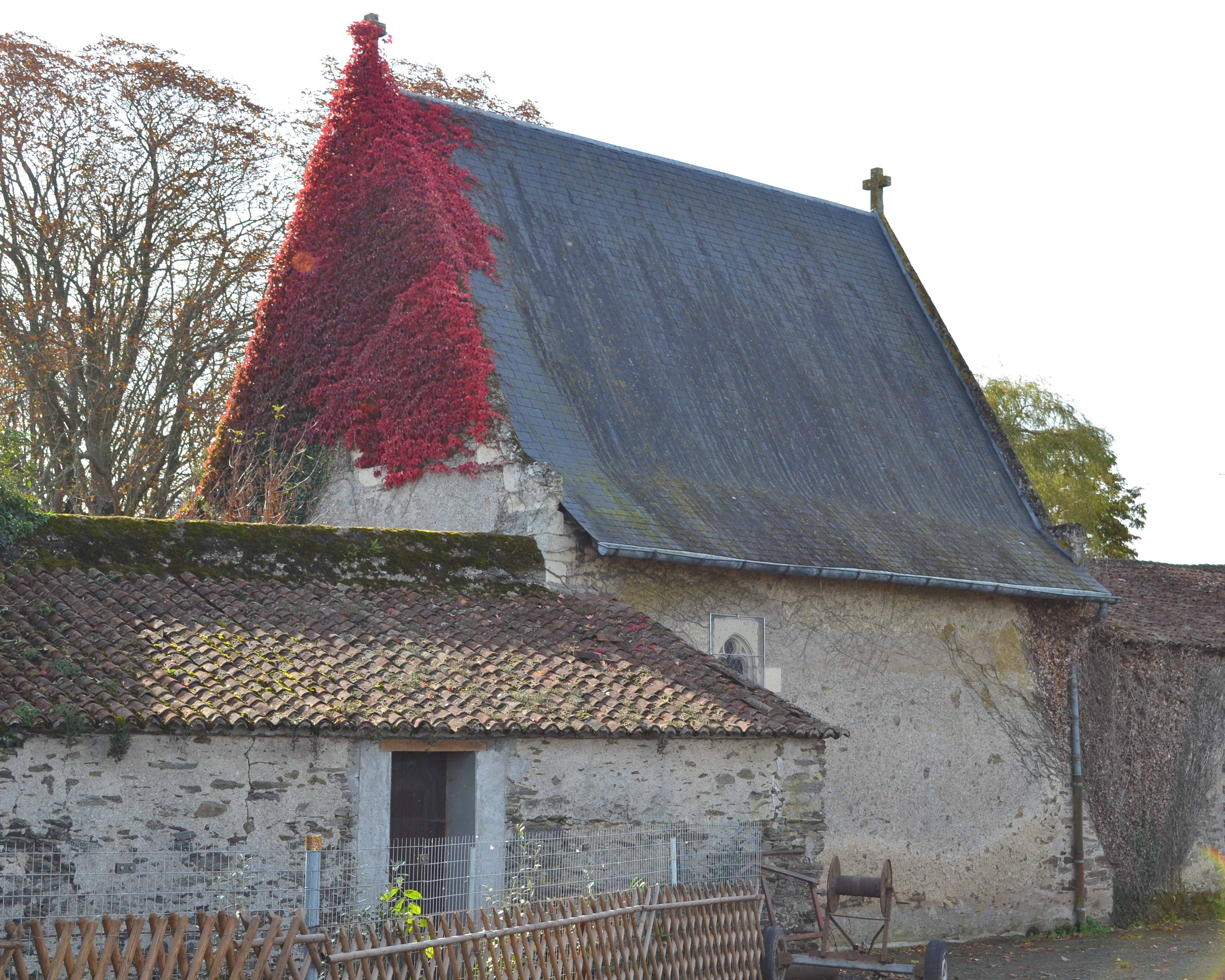
La chapelle du château de la Sorinière.
Blason famille du Verdier de La Sorinière.

## Historique

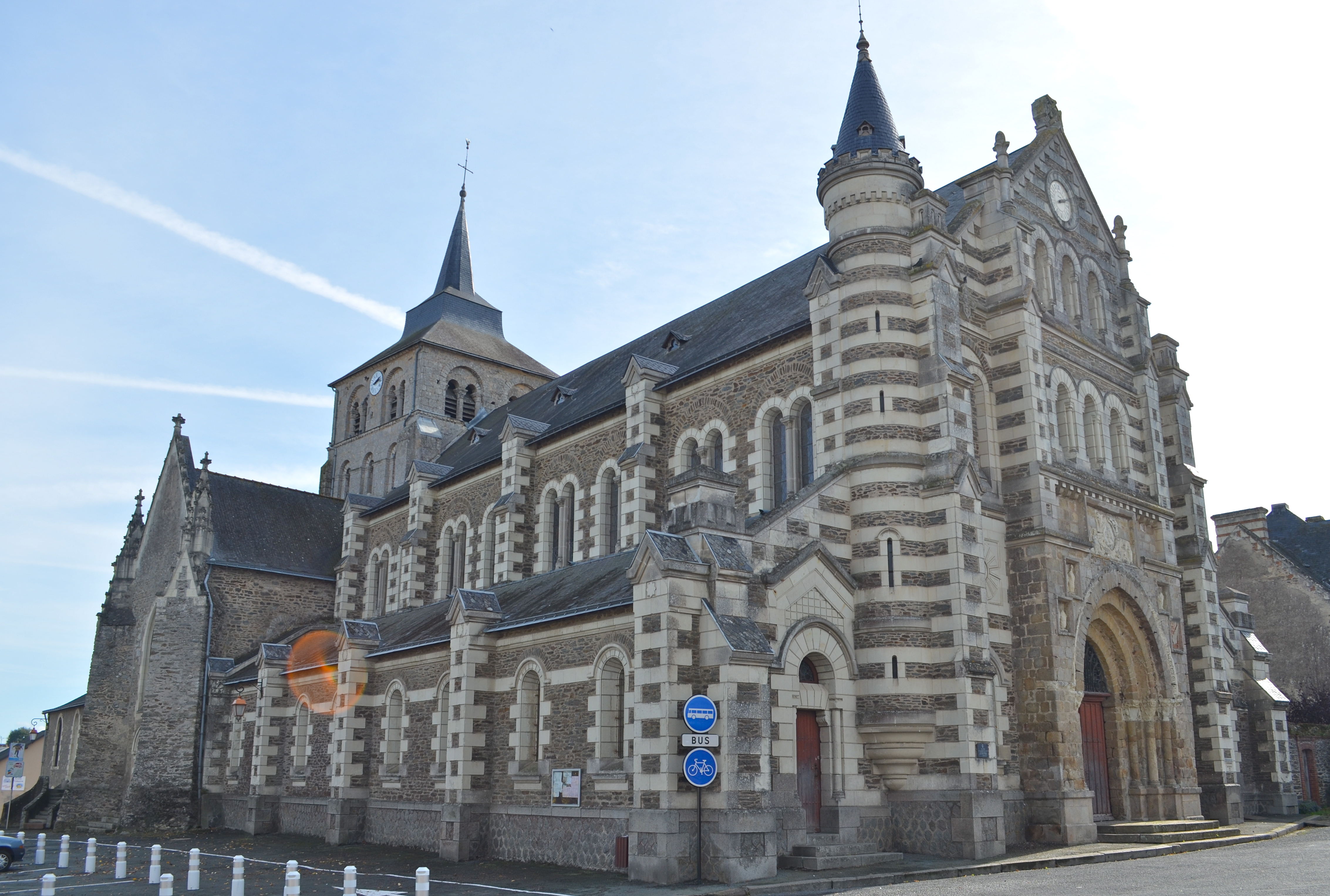
Église Saint-Pierre de Chemillé (Maine-et-Loire).

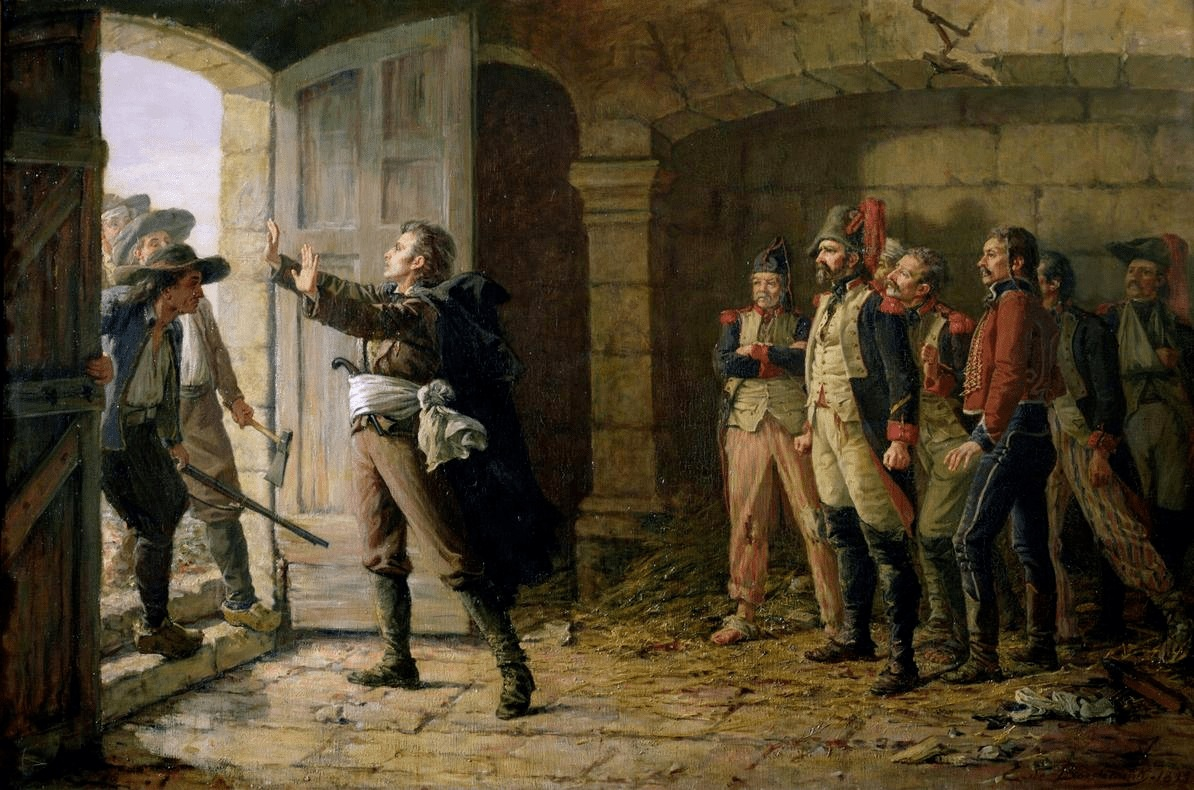
D'Elbée protégeant les prisonniers républicains après la bataille de Chemillé.

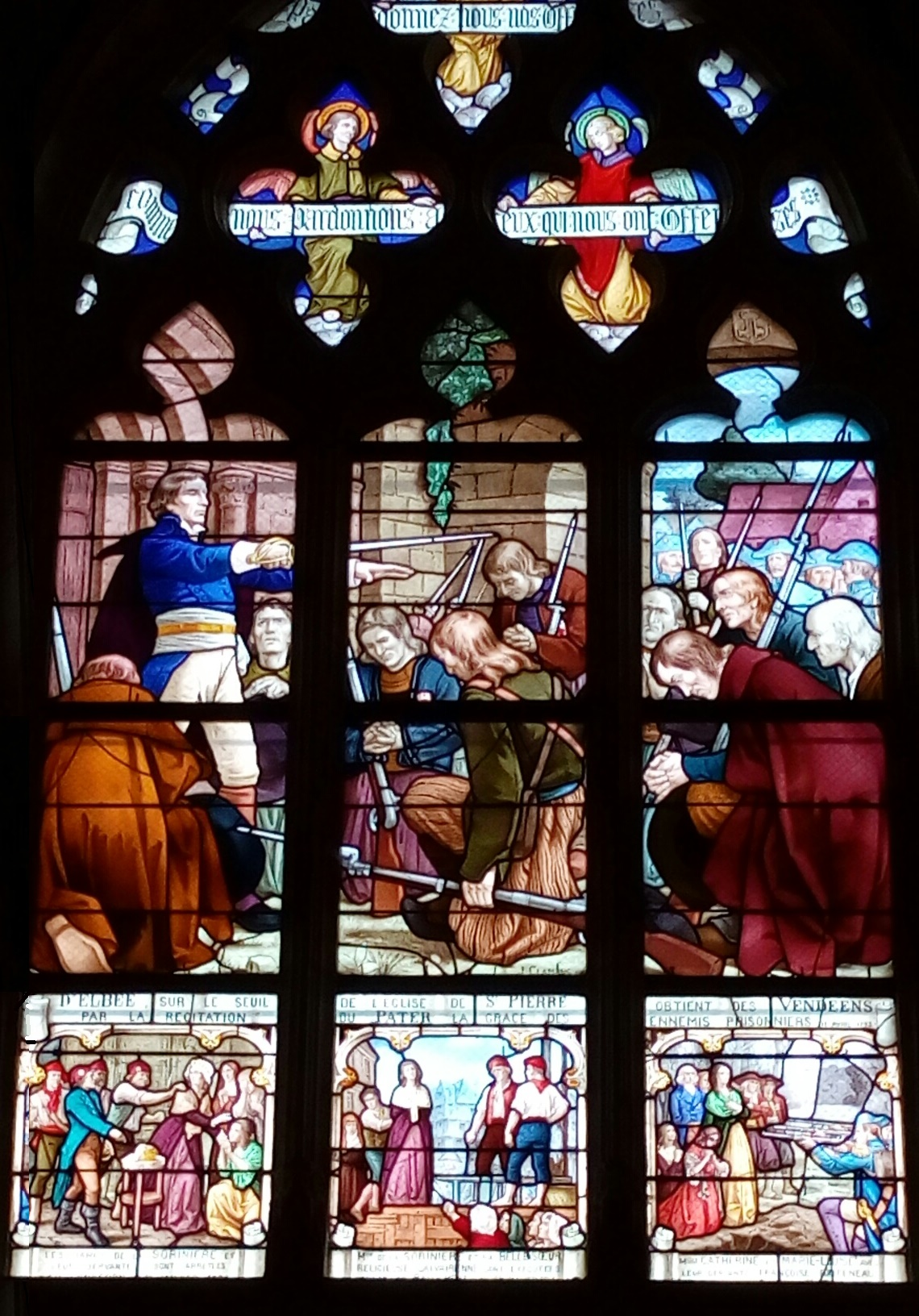
D'Elbée s'adressant aux vendéens en 1794 - Arrêt et exécution des dames Du Verdier.

Le château de la Sorinière, en partie incendié pendant la guerre de Vendée, est connu dès 1246 (sous le nom de « terra de la Sorinère »).
Marie de Pierres, épouse de François de Brie est la première dame de la Sorinière relevée vers 1450. Quatre générations après, le château passe à René d'Escoublant (1598-1634), époux de Catherine Jousseaume, par la mère de René : Renée de Brie épouse Michel d'Escoublant. C'est leur fille Marie d'Escoublant qui apporte la terre de la Sorinière à François du Verdier de La Sorinière, en 1669.
Trois autres générations plus tard on trouve Claude François du Verdier de La Sorinière (1701-1784), président de l'Académie d'Angers.
Lors de la Révolution, une de ses filles, Rosalie du Verdier de La Sorinière, bénédictine au Calvaire d'Angers et sa belle-fille Marie de la Dive, veuve d'Henri-François-Esprit-Sophie du Verdier de la Sorinière (1725-1790), réfugiées au Longeron, sont arrêtées le 19 janvier 1794 et guillotinées place du Ralliement, à Angers, les 26 et 27 janvier 1794. Mme de la Sorinière, veuve depuis avril 1790, n'avait pas voulu émigrer ni passer la Loire. Elle était revenue avec ses deux filles (Catherine et Marie-Louise) au Longeron. C’est en novembre 1792 que vint les rejoindre sa belle-sœur, religieuse.
Si la famille du Verdier de la Sorinière a été très éprouvée par la Révolution, celle de ses métayers l'a été également. Précédant les exécutions de Melay le 25 janvier 1794, la Colonne Infernale de Crouzat arrive la veille à Chemillé, après avoir mis le feu aux bourgs de Gonnord, de Joué et d'Étiau et à quatre châteaux des environs de la Sorinière. Cinq enfants en bas âge, de la famille Rochard présente sur le lieu, sont massacrés avec leurs deux mères, Jeanne et Marie Dailleux. Ce même jour 24 janvier 1794, à la dite métairie de la Sorinière, attenante au château, auquel est alors aussi mis le feu, disparaît ainsi le grand-père paternel, François Rochard (69 ans), veuf de Jeanne Mussault. Jean-Louis Rochard (5 ans), est laissé pour mort. Selon le chirurgien Thibault, il a : « reçu un coup d'instrument tranchant qui lui abat le tiers inférieur de l'oreille droite et une portion triangulaire de la longueur de deux pouces et demi de largeur de l'os de la tête correspondant à cette partie de l'oreille ». Il est le seul survivant de la Sorinière ce jour-là.
Deux filles de François du Verdier de la Sorinière et de Marie de la Dive, Catherine et Marie-Louise du Verdier de la Sorinière, arrêtées au Longeron en même temps que leur mère et leur tante, religieuse, sont elles fusillées au Champ-des-Martyrs d'Avrillé le 10 février 1794 pour leur attachement au catholicisme.
Dans la nef gauche, de l'église de Saint-Pierre de Chemillé, à la hauteur de l'autel, sous le vitrail principal sur d'Elbée et des Vendéens, on trouve trois scènes relatives à la mémoire des dames de la Sorinière en 1794 : arrestation au Longeron, échafaud place du Ralliement à Angers et fusillade à Avrillé.
Neveu, fils et frère des quatre dames de la Sorinière, canonisées en 1984, Henri du Verdier (1767-1793), chef de l'armée catholique et royale est guillotiné le 25 octobre 1793 à Saumur. Il est dit être l'un des vainqueurs de la bataille du Pont Barré.
Seul survivant de cette fratrie en cette période troublée : Louis Pierre Duverdier de la Sorinière (1757-1841), qui avait émigré pendant la Révolution, est à l'origine des branches contemporaines.